# Drabeha dichroa
Drabeha dichroa är en kackerlacksart som först beskrevs av Morgan Hebard 1929.  Drabeha dichroa ingår i släktet Drabeha och familjen småkackerlackor.
Artens utbredningsområde är Panama. Inga underarter finns listade i Catalogue of Life.